# Megálo Chorió (Eurytanie)
Megálo Chorió, en grec moderne : Μεγάλο Χωριό, est un village du dème de Karpenísi, dans le district régional de l'Eurytanie, en Grèce-Centrale.
Selon le recensement de 2011, la population du village s'élève à 219 habitants.